# Sammi Kinghorn
Samantha May Kinghorn, detta Sammi (6 gennaio 1996), è un'atleta paralimpica britannica specializzata nelle gare di velocità e mezzofondo e classificata T53 in quanto paralizzata dalla vita in giù.

## Biografia
Nel 2010 viene colpita da neve e ghiaccio caduti dal tetto della fattoria di famiglia, con la conseguenza di una frattura vertebrale che l'ha lasciata paralizzata dalla vita in giù. Inizia quasi subito a praticare l'atletica leggera paralimpica, dedicandosi in particolare alla corsa in carrozzina all'interno della classe T53.
Nel 2014 prende parte alla gara paralimpica dei 1500 metri piani T54 ai Giochi del Commonwealth classificandosi quinta. Lo stesso anno partecipa ai campionati europei paralimpici di Swansea, conquistando tre medaglie d'oro nei 100, 400 e 800 metri piani T53.
Nel 2015 è medaglia di bronzo nei 200 metri piani T53 ai campionati mondiali paralimpici di Doha, mentre nel 2016 partecipa ai Giochi paralimpici di Rio de Janeiro, dove si classifica quinta nei 100 metri piani T53 e sesta negli 800 metri piani T53, finendo invece squalificata durante la finale dei 400 metri piani T53.
Ai campionati mondiali paralimpici di Londra 2017 si laurea campionessa del mondo dei 100 e 200 metri piani T53, facendo registrare il record mondiale del mezzo giro di pista; qui conquista anche la medaglia di bronzo nei 400 metri piani T53. All'edizione successiva di Dubai 2019 è medaglia di bronzo nei 100 metri piani T53.
Nel 2021 scende in pista ai Giochi paralimpici di Tokyo, conquistando la medaglia d'argento nei 400 metri piani T53, il bronzo nei 100 metri piani T53 e il quarto posto in classifica negli 800 metri piani T53.
Nel 2023 fa incetta di medaglie ai campionati mondiali paralimpici di Parigi: riesce infatti a conquistare la medaglia d'oro nei 100 metri piani T53 e quella di bronzo dei 400 e 800 metri piani T53 e nella staffetta 4×100 metri universale, dove batte il record europeo insieme a Jonnie Peacock (T12), Zachary Shaw (T64) e Sophie Hahn (T38).
Nel 2024 partecipa alla sua terza paralimpiade, quella di Parigi 2024, conquistato la medaglia d'oro e il record paralimpico nei 100 metri piani T53 e la medaglia d'argento nei 400 e 800 metri piani T53 e nei 1500 metri piani T54.

## Progressione
Statistiche ricavate da paralympic.org/athletics/rankings (al 10 settembre 2024).

### 100 metri piani T53

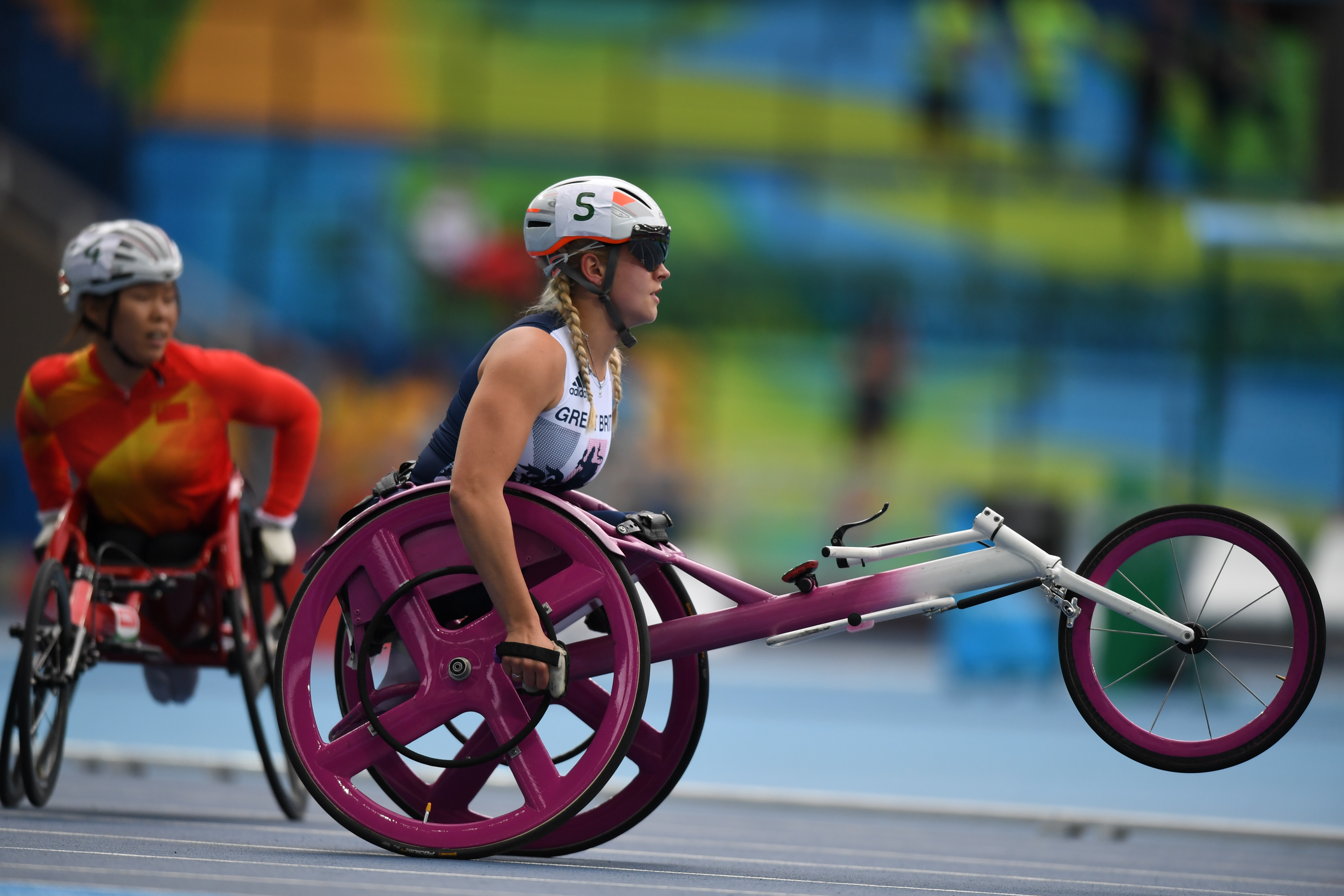
Sammi Kinghorn dopo i 100 metri piani T53 ai Giochi paralimpici di Rio de Janeiro 2016.

| Stagione | Tempo | Luogo    | Data      | Rank. Mond. |
| -------- | ----- | -------- | --------- | ----------- |
| 2024     | 15"39 | Nottwil  | 8-6-2024  | 2ª          |
| 2023     | 15"91 | Arbon    | 21-5-2023 | 2ª          |
| 2022     | 16"06 | Nottwil  | 29-5-2022 | 2ª          |
| 2021     | 16"24 | Nottwil  | 15-5-2021 | 1ª          |
| 2020     | 18"03 | Nottwil  | 30-8-2020 | 5ª          |
| 2019     | 16"39 | Dubai    | 7-11-2019 | 2ª          |
| 2018     | 17"05 | Coventry | 1-9-2018  | 4ª          |
| 2017     | 16"21 | Arbon    | 25-5-2017 | 1ª          |
| 2016     | 16"62 | Nottwil  | 28-5-2016 | 4ª          |
| 2015     | 17"40 | Newham   | 26-9-2015 | 5ª          |
| 2014     | 17"66 | Nottwil  | 21-5-2014 | 4ª          |
| 2013     | 18"59 | Coventry | 24-8-2013 | 11ª         |

### 200 metri piani T53
| Stagione | Tempo | Luogo        | Data      | Rank. Mond. |
| -------- | ----- | ------------ | --------- | ----------- |
| 2023     | 28"01 | Arbon        | 20-5-2023 | 1ª          |
| 2022     | 28"18 | Nottwil      | 26-5-2022 | 2ª          |
| 2021     | 29"04 | Nottwil      | 14-5-2021 | 1ª          |
| 2019     | 29"05 | Arbon        | 1-6-2019  | 3ª          |
| 2018     | 30"50 | Coventry     | 2-9-2018  | 2ª          |
| 2017     | 28"61 | Londra       | 15-7-2017 | 1ª          |
| 2016     | 29"48 | Nottwil      | 27-5-2016 | 2ª          |
| 2015     | 30"52 | Indianapolis | 27-6-2015 | 2ª          |
| 2014     | 31"35 | Dubai        | 23-2-2014 | 6ª          |
| 2013     | 32"37 | Bedford      | 1-9-2013  | 10ª         |

### 400 metri piani T53
| Stagione | Tempo   | Luogo    | Data      | Rank. Mond. |
| -------- | ------- | -------- | --------- | ----------- |
| 2024     | 51"40   | Nottwil  | 9-6-2024  | 2ª          |
| 2023     | 52"41   | Sharja   | 22-2-2023 | 2ª          |
| 2022     | 55"02   | Nottwil  | 27-5-2022 | 2ª          |
| 2021     | 53"98   | Arbon    | 24-5-2021 | 1ª          |
| 2020     | 57"82   | Nottwil  | 29-8-2020 | 2ª          |
| 2019     | 55"64   | Arbon    | 30-5-2019 | 7ª          |
| 2018     | 57"45   | Coventry | 1-9-2018  | 7ª          |
| 2017     | 53"72   | Arbon    | 25-5-2017 | 2ª          |
| 2016     | 55"27   | Nottwil  | 26-5-2016 | 4ª          |
| 2015     | 57"24   | Grosseto | 13-6-2015 | 5ª          |
| 2014     | 57"47   | Bedford  | 24-5-2014 | 4ª          |
| 2013     | 1'01"93 | Bedford  | 1-9-2013  | 12ª         |

### 800 metri piani T53
| Stagione | Tempo   | Luogo          | Data       | Rank. Mond. |
| -------- | ------- | -------------- | ---------- | ----------- |
| 2024     | 1'41"50 | Sharja         | 4-2-2024   | 2ª          |
| 2023     | 1'44"19 | Arbon          | 21-5-2023  | 2ª          |
| 2022     | 1'50"26 | Nottwil        | 26-5-2022  | 3ª          |
| 2021     | 1'47"94 | Tokyo          | 29-8-2021  | 4ª          |
| 2019     | 1'47"96 | Arbon          | 2-6-2019   | 3ª          |
| 2018     | 1'59"30 | Coventry       | 2-9-2018   | 9ª          |
| 2017     | 1'47"60 | Arbon          | 28-5-2017  | 4ª          |
| 2016     | 1'48"89 | Rio de Janeiro | 17-9-2016  | 6ª          |
| 2015     | 1'54"67 | Doha           | 27-10-2015 | 11ª         |
| 2014     | 1'56"14 | Nottwil        | 21-5-2014  | 6ª          |
| 2013     | 2'10"75 | Pratteln       | 26-5-2013  | 12ª         |

### 1500 metri piani T53
| Stagione | Tempo   | Luogo        | Data      | Rank. Mond. |
| -------- | ------- | ------------ | --------- | ----------- |
| 2024     | 3'06"47 | Nottwil      | 8-6-2024  | 2ª          |
| 2023     | 3'18"83 | Sharja       | 21-2-2023 | 2ª          |
| 2022     | 3'21"66 | Nottwil      | 29-5-2022 | 3ª          |
| 2021     | 3'45"51 | Nottwil      | 15-5-2021 | 6ª          |
| 2019     | 3'47"58 | Tempe        | 25-5-2019 | 10ª         |
| 2018     | 3'37"91 | Gold Coast   | 10-4-2018 | 7ª          |
| 2017     | 3'26"53 | Arbon        | 27-5-2017 | 7ª          |
| 2016     | 3'27"37 | Indianapolis | 4-6-2016  | 6ª          |
| 2015     | 3'45"73 | Londra       | 26-7-2015 | 10ª         |
| 2014     | 3'40"89 | Dubai        | 25-2-2014 | 8ª          |
| 2013     | 4'08"05 | Nottwil      | 30-5-2013 | 9ª          |

### Maratona T53
| Stagione | Tempo    | Luogo      | Data      | Rank. Mond. |
| -------- | -------- | ---------- | --------- | ----------- |
| 2018     | 1h45'02" | Gold Coast | 15-4-2018 | 2ª          |
| 2017     | 1h43'52" | Chicago    | 8-10-2017 | 4ª          |

## Palmarès
| Anno                                  | Manifestazione                  | Sede           | Evento                       | Risultato | Prestazione | Note                                     |
| ------------------------------------- | ------------------------------- | -------------- | ---------------------------- | --------- | ----------- | ---------------------------------------- |
| In rappresentanza della Scozia        |                                 |                |                              |           |             |                                          |
| 2014                                  | Giochi del Commonwealth         | Glasgow        | 1500 m piani T54             | 5ª        | 4'03"95     |                                          |
| 2018                                  | Giochi del Commonwealth         | Gold Coast     | 1500 m piani T54             | 4ª        | 3'37"91     |                                          |
| 2018                                  | Giochi del Commonwealth         | Gold Coast     | Maratona T54                 | 4ª        | 1h45'02"    |                                          |
| 2022                                  | Giochi del Commonwealth         | Birmingham     | 1500 m piani T54             | Bronzo    | 3'53"38     |                                          |
| In rappresentanza della Gran Bretagna |                                 |                |                              |           |             |                                          |
| 2014                                  | Campionati europei paralimpici  | Swansea        | 100 m piani T53              | Oro       | 18"74       |                                          |
| 2014                                  | Campionati europei paralimpici  | Swansea        | 400 m piani T53              | Oro       | 1'04"84     |                                          |
| 2014                                  | Campionati europei paralimpici  | Swansea        | 800 m piani T53              | Oro       | 2'18"40     |                                          |
| 2015                                  | Campionati mondiali paralimpici | Doha           | 200 m piani T53              | Bronzo    | 30"72       |                                          |
| 2016                                  | Giochi paralimpici              | Rio de Janeiro | 100 m piani T53              | 5ª        | 17"13       |                                          |
| 2016                                  | Giochi paralimpici              | Rio de Janeiro | 400 m piani T53              | Finale    | dq          |                                          |
| 2016                                  | Giochi paralimpici              | Rio de Janeiro | 800 m piani T53              | 6ª        | 1'49"51     |                                          |
| 2017                                  | Campionati mondiali paralimpici | Londra         | 100 m piani T53              | Oro       | 16"65       |                                          |
| 2017                                  | Campionati mondiali paralimpici | Londra         | 200 m piani T53              | Oro       | 28"61       | Record mondiale                          |
| 2017                                  | Campionati mondiali paralimpici | Londra         | 400 m piani T53              | Bronzo    | 55"71       |                                          |
| 2019                                  | Campionati mondiali paralimpici | Dubai          | 100 m piani T53              | Bronzo    | 16"64       |                                          |
| 2021                                  | Giochi paralimpici              | Tokyo          | 100 m piani T53              | Bronzo    | 16"53       |                                          |
| 2021                                  | Giochi paralimpici              | Tokyo          | 400 m piani T53              | Argento   | 57"25       |                                          |
| 2021                                  | Giochi paralimpici              | Tokyo          | 800 m piani T53              | 4ª        | 1'47"94     | Miglior prestazione personale stagionale |
| 2023                                  | Campionati mondiali paralimpici | Parigi         | 100 m piani T53              | Oro       | 15"93       |                                          |
| 2023                                  | Campionati mondiali paralimpici | Parigi         | 400 m piani T53              | Argento   | 52"53       |                                          |
| 2023                                  | Campionati mondiali paralimpici | Parigi         | 800 m piani T53              | Argento   | 1'44"98     |                                          |
| 2023                                  | Campionati mondiali paralimpici | Parigi         | Staffetta 4×100 m universale | Argento   | 48"07       | Record europeo                           |
| 2024                                  | Giochi paralimpici              | Parigi         | 100 m piani T53              | Oro       | 15"64       | Record paralimpico                       |
| 2024                                  | Giochi paralimpici              | Parigi         | 400 m piani T53              | Argento   | 53"45       |                                          |
| 2024                                  | Giochi paralimpici              | Parigi         | 800 m piani T53              | Argento   | 1'42"96     |                                          |
| 2024                                  | Giochi paralimpici              | Parigi         | 1500 m piani T54             | Argento   | 3'16"01     |                                          |